# Lieke
Lieke ist eine niederländische Kurzform des von Angelique oder Namen mit der Endung -lia.
Im Jahr 2019 lag Lieke auf Platz 12 der beliebtesten niederländischen Vornamen.

## Namensträgerinnen
- Lieke Klaver (* 1998), niederländische Sprinterin
- Lieke Klaus (* 1989), niederländische BMX-Sportlerin
- Lieke van Lexmond (* 1982), niederländische Schauspielerin
- Lieke Martens (* 1992), niederländische Fußballspielerin